# César de melhor filme
O César de melhor filme (em francês: César du meilleur film) é um prémio cinematográfico concedido anualmente, desde a primeira edição dos Prémios César, em 1976, no Palais des congrès, em Paris. Para concorrer a este prémio, o filme deve estrear entre 1 de janeiro e 31 de dezembro do ano anterior à seleção e deve ter estado em exibição durante, pelo menos, sete dias num cinema público da região parisiense.
Desde 2003 esta categoria é chamada de "César de melhor filme francês", anteriormente era denominada de "César de melhor filme".
A cor de fundo       indica os vencedores.

## Década de 1970
| Ano  | Filme                         | Título no Brasil              | Título em Portugal           | Diretor/Realizador     |
| ---- | ----------------------------- | ----------------------------- | ---------------------------- | ---------------------- |
| 1976 | Le Vieux Fusil                | O Velho Fuzil                 |                              | Robert Enrico          |
| 1976 | Cousin, cousine               | Primo, Prima                  |                              | Jean-Charles Tacchella |
| 1976 | Que la fête commence          |                               | Vamos a Isto que É Festa     | Bertrand Tavernier     |
| 1976 | Sept morts sur ordonnance     |                               |                              | Jacques Rouffio        |
| 1977 | Monsieur Klein                | Cidadão Klein                 | Um Homem na Sombra           | Joseph Losey           |
| 1977 | Barocco                       | Barocco, o Jardim do Suplício | Escândalo de Primeira Página | André Téchiné          |
| 1977 | Le Juge et l'Assassin         |                               | O Juiz e o Assassino         | Bertrand Tavernier     |
| 1977 | La Meilleure Façon de marcher |                               |                              | Claude Miller          |
| 1978 | Providence                    |                               |                              | Alain Resnais          |
| 1978 | Le Crabe-tambour              |                               |                              | Pierre Schoendoerffer  |
| 1978 | La Dentellière                |                               | Uma Rapariga Frágil          | Claude Goretta         |
| 1978 | Nous irons tous au paradis    |                               | Vamos Todos para o Paraíso   | Yves Robert            |
| 1979 | L'Argent des autres           |                               | O Dinheiro dos Outros        | Christian de Chalonge  |
| 1979 | Le Dossier 51                 |                               | Dossier 51                   | Michel Deville         |
| 1979 | Molière                       |                               | Molière                      | Ariane Mnouchkine      |
| 1979 | Une histoire simple           | Uma História Simples          | Uma História Simples         | Claude Sautet          |

## Década de 1980
| Ano  | Filme                                | Título no Brasil                 | Título em Portugal              | Diretor/Realizador   |
| ---- | ------------------------------------ | -------------------------------- | ------------------------------- | -------------------- |
| 1980 | Tess (filme)                         | Tess - Uma Lição de Vida         | Tess                            | Roman Polański       |
| 1980 | Clair de femme                       | Um Homem, uma Mulher, uma Noite  | A Luz da Paixão                 | Costa-Gavras         |
| 1980 | Don Giovanni                         | Don Giovanni                     | Don Giovanni                    | Joseph Losey         |
| 1980 | I... comme Icare                     | I Como Ícaro                     | O Sorriso do Assassino          | Henri Verneuil       |
| 1981 | Le Dernier Métro                     | O Último Metrô                   | O Último Metro                  | François Truffaut    |
| 1981 | Loulou                               | Loulou                           | Loulou                          | Maurice Pialat       |
| 1981 | Mon oncle d'Amérique                 | Meu Tio da América               | O Meu Tio da América            | Alain Resnais        |
| 1981 | Sauve qui peut (la vie)              | Salve-se Quem Puder - A Vida     | Salve-se Quem Puder             | Jean-Luc Godard      |
| 1982 | La Guerre du feu                     | A Guerra do Fogo                 | A Guerra do Fogo                | Jean-Jacques Annaud  |
| 1982 | Coup de torchon                      | A Lei de Quem Tem o Poder        | Justiceiro por Conta Própria    | Bertrand Tavernier   |
| 1982 | Garde à vue                          | Cidadão sob Custódia             | Sem Culpa Formada               | Claude Miller        |
| 1982 | Les Uns et les Autres                | Retratos da Vida                 | Uns e os Outros                 | Claude Lelouch       |
| 1983 | La Balance                           |                                  | As Malhas da Traição            | Bob Swaim            |
| 1983 | Danton                               | Danton - O Processo da Revolução | O Caso Danton                   | Andrzej Wajda        |
| 1983 | Passion                              | Paixão                           | Paixão                          | Jean-Luc Godard      |
| 1983 | Une chambre en ville                 |                                  | Um Quarto na Cidade             | Jacques Demy         |
| 1984 | Le Bal                               | O Baile                          | O Baile                         | Ettore Scola         |
| 1984 | À nos amours                         | A Nossos Amores                  | Aos Nossos Amores               | Maurice Pialat       |
| 1984 | Coup de foudre                       |                                  | Paixões em Tempo de Guerra      | Diane Kurys          |
| 1984 | Tchao Pantin                         |                                  |                                 | Claude Berri         |
| 1984 | L'Été meurtrier                      | Verão Assassino                  | O Verão Assassino               | Jean Becker          |
| 1985 | Les Ripoux                           |                                  | Agarra que É Polícia            | Claude Zidi          |
| 1985 | L'Amour à mort                       | Morrer de Amor                   | Amor Eterno                     | Alain Resnais        |
| 1985 | Carmen                               | Carmen                           | Carmen                          | Francesco Rosi       |
| 1985 | Les Nuits de la pleine lune          | Noites de Lua Cheia              | Noites de Lua Cheia             | Éric Rohmer          |
| 1985 | Un dimanche à la campagne            | Um Sonho de Domingo              | Um Domingo no Campo             | Bertrand Tavernier   |
| 1986 | Trois hommes et un couffin           | 3 Homens e um Bebê               | Três Homens e um Berço          | Coline Serreau       |
| 1986 | L'Effrontée                          |                                  |                                 | Claude Miller        |
| 1986 | Péril en la demeure                  | Perigo no Coração                |                                 | Michel Deville       |
| 1986 | Sans toit ni loi                     | Os Renegados                     | Sem Eira Nem Beira              | Agnès Varda          |
| 1986 | Subway                               | Subway                           | Subterrâneo                     | Luc Besson           |
| 1987 | Thérèse                              |                                  | Teresa                          | Alain Cavalier       |
| 1987 | 37°2 le matin                        | Betty Blue                       | Betty Blue 37º, 2 de Manhã      | Jean-Jacques Beineix |
| 1987 | Jean de Florette                     | Jean de Florette                 | Jean de Florette                | Claude Berri         |
| 1987 | Mélo                                 | Melô                             | Mélo                            | Alain Resnais        |
| 1987 | Tenue de soirée                      | Meu Marido de Baton              | Traje de Noite                  | Bertrand Blier       |
| 1988 | Au revoir les enfants                | Adeus, Meninos                   | Adeus, Rapazes                  | Louis Malle          |
| 1988 | Le Grand Chemin                      |                                  |                                 | Jean-Loup Hubert     |
| 1988 | Les Innocents                        |                                  | A Culpa dos Inocentes           | André Téchiné        |
| 1988 | Sous le soleil de Satan              | Sob o Sol de Satã                | Ao Sol de Satanás               | Maurice Pialat       |
| 1988 | Tandem                               |                                  |                                 | Patrice Leconte      |
| 1989 | Camille Claudel                      | Camille Claudel                  | A Paixão de Camille Claudel     | Bruno Nuytten        |
| 1989 | Le Grand Bleu                        | Imensidão Azul                   | Vertigem Azul                   | Luc Besson           |
| 1989 | La Lectrice                          | Uma Leitora Bem Particular       | A Leitora                       | Michel Deville       |
| 1989 | L'Ours                               | O Urso                           | O Urso                          | Jean-Jacques Annaud  |
| 1989 | La vie est un long fleuve tranquille | A Vida É um Longo Rio Tranqüilo  | A Vida É um Longo Rio Tranquilo | Étienne Chatiliez    |

## Década de 1990
| Ano  | Filme                                | Título no Brasil                            | Título em Portugal                            | Diretor/Realizador              |
| ---- | ------------------------------------ | ------------------------------------------- | --------------------------------------------- | ------------------------------- |
| 1990 | Trop belle pour toi                  | Linda Demais para Você                      | Bela Demais para Ti                           | Bertrand Blier                  |
| 1990 | Monsieur Hire                        |                                             |                                               | Patrice Leconte                 |
| 1990 | Nocturne indien                      | Noturno Indiano                             | Nocturno Indiano                              | Alain Corneau                   |
| 1990 | Un monde sans pitié                  |                                             | Um Mundo Sem Piedade                          | Éric Rochant                    |
| 1990 | La Vie et rien d'autre               |                                             |                                               | Bertrand Tavernier              |
| 1991 | Cyrano de Bergerac                   | Cyrano de Bergerac                          | Cyrano de Bergerac                            | Jean-Paul Rappeneau             |
| 1991 | Le Mari de la coiffeuse              | O Marido da Cabeleireira                    | O Marido da Cabeleireira                      | Patrice Leconte                 |
| 1991 | Nikita                               | Nikita - Criada Para Matar                  | Nikita - Dura de Matar                        | Luc Besson                      |
| 1991 | Le Petit Criminel                    | O Jovem Assassino                           | O Pequeno Criminoso                           | Jacques Doillon                 |
| 1991 | Uranus                               |                                             |                                               | Claude Berri                    |
| 1992 | Tous les matins du monde             | Todas as Manhãs do Mundo                    | Todas as Manhãs do Mundo                      | Alain Corneau                   |
| 1992 | Merci la vie                         | Obrigado à Vida                             | Que Raio de Vida!                             | Bertrand Blier                  |
| 1992 | La Belle Noiseuse                    | A Bela Intrigante                           | A Bela Impertinente                           | Jacques Rivette                 |
| 1992 | Van Gogh                             |                                             | Van Gogh                                      | Maurice Pialat                  |
| 1993 | Les Nuits fauves                     | Noites Felinas                              | Noites Bravas                                 | Cyril Collard                   |
| 1993 | La Crise                             | A Crise                                     | A Crise                                       | Coline Serreau                  |
| 1993 | Indochine                            | Indochina                                   | Indochina                                     | Régis Wargnier                  |
| 1993 | L.627                                | L.627 - Corrupção Policial                  |                                               | Bertrand Tavernier              |
| 1993 | Le Petit Prince a dit                |                                             |                                               | Christine Pascal                |
| 1993 | Un cœur en hiver                     | Um Coração no Inverno                       | Um Coração no Inverno                         | Claude Sautet                   |
| 1994 | Smoking/No Smoking                   | Smoking/No smoking                          | Fumar/Não Fumar                               | Alain Resnais                   |
| 1994 | Germinal                             |                                             | Germinal                                      | Claude Berri                    |
| 1994 | Ma saison préférée                   | Minha Estação Preferida                     | A Minha Estação Preferida                     | André Téchiné                   |
| 1994 | Trois Couleurs: Bleu                 | A Liberdade É Azul                          | Três Cores - Azul                             | Krzysztof Kieślowski            |
| 1994 | Les Visiteurs                        | Os Visitantes                               | Os Visitantes                                 | Jean-Marie Poiré                |
| 1995 | Les Roseaux sauvages                 | Rosas Selvagens                             | Os Juncos Silvestres                          | André Téchiné                   |
| 1995 | Le Fils préféré                      |                                             |                                               | Nicole Garcia                   |
| 1995 | Léon                                 | Léon                                        | Léon, o Profissional                          | Luc Besson                      |
| 1995 | La Reine Margot                      | A Rainha Margot                             | A Rainha Margot                               | Patrice Chéreau                 |
| 1995 | Trois Couleurs: Rouge                | A Fraternidade É Vermelha                   | Três Cores - Vermelho                         | Krzysztof Kieślowski            |
| 1996 | La Haine                             | O Ódio                                      | O Ódio                                        | Mathieu Kassovitz               |
| 1996 | Le bonheur est dans le pré           | Enganar é Viver                             |                                               | Étienne Chatiliez               |
| 1996 | La Cérémonie                         | Mulheres Diabólicas                         | A Cerimónia                                   | Claude Chabrol                  |
| 1996 | Gazon maudit                         |                                             | A Minha Mulher Tem Noiva                      | Josiane Balasko                 |
| 1996 | Le Hussard sur le toit               | O Cavaleiro do Telhado E a Dama das Sombras | O Hussardo no Telhado                         | Jean-Paul Rappeneau             |
| 1996 | Nelly et Monsieur Arnaud             | Minha Secretária                            |                                               | Claude Sautet                   |
| 1997 | Ridicule                             | Ridículo                                    | O Ridículo                                    | Patrice Leconte                 |
| 1997 | Capitaine Conan                      |                                             |                                               | Bertrand Tavernier              |
| 1997 | Microcosmos: Le peuple de l'herbe    | Microcosmos: O Povo da Erva                 | Microcosmos - Fantástica Aventura da Natureza | Claude Nuridsany Marie Pérennou |
| 1997 | Pédale douce                         | Loucas Noites de Batom                      |                                               | Gabriel Aghion                  |
| 1997 | Un air de famille                    | Odeio te Amar                               |                                               | Cédric Klapisch                 |
| 1997 | Les Voleurs                          |                                             | Os Ladrões                                    | André Téchiné                   |
| 1998 | On connaît la chanson                | Amores Parisienses                          | É Sempre a Mesma Cantiga                      | Alain Resnais                   |
| 1998 | Le Bossu                             |                                             | O Corcunda                                    | Philippe de Broca               |
| 1998 | Le Cinquième Élément                 | O Quinto Elemento                           | O Quinto Elemento                             | Luc Besson                      |
| 1998 | Marius et Jeannette                  | Marius e Jeannette                          | Marius e Jeannette                            | Robert Guédiguian               |
| 1998 | Western                              |                                             |                                               | Manuel Poirier                  |
| 1999 | La Vie rêvée des anges               | A Vida Sonhada dos Anjos                    | A Vida Sonhada dos Anjos                      | Érick Zonca                     |
| 1999 | Ceux qui m'aiment prendront le train | Os que me Amam Tomarão o Trem               | Quem Me Amar Irá de Comboio                   | Patrice Chéreau                 |
| 1999 | Le Dîner de cons                     |                                             | O Jantar de Palermas                          | Francis Veber                   |
| 1999 | Place Vendôme                        |                                             |                                               | Nicole Garcia                   |
| 1999 | Taxi                                 | Táxi - Velocidade nas Ruas                  | Táxi - Uma Viagem Alucinante                  | Gérard Pirès                    |

## Década de 2000
| Ano  | Filme                                     | Título no Brasil                                      | Título em Portugal                  | Diretor/Realizador                |
| ---- | ----------------------------------------- | ----------------------------------------------------- | ----------------------------------- | --------------------------------- |
| 2000 | Vénus Beauté (Institut)                   | Instituto de Beleza Vênus                             |                                     | Tonie Marshall                    |
| 2000 | Les Enfants du marais                     |                                                       |                                     | Jean Becker                       |
| 2000 | Est-Ouest                                 |                                                       | Vida Prometida                      | Régis Wargnier                    |
| 2000 | La Fille sur le pont                      |                                                       | A Mulher e o Atirador de Facas      | Patrice Leconte                   |
| 2000 | Jeanne d'Arc                              | Joana d'Arc de Luc Besson                             | Joana d'Arc                         | Luc Besson                        |
| 2001 | Le Goût des autres                        | O Gosto dos Outros                                    | O Gosto dos Outros                  | Agnès Jaoui                       |
| 2001 | Les Blessures assassines                  | O Caso das Irmãs Assassinas                           |                                     | Jean-Pierre Denis                 |
| 2001 | Harry, un ami qui vous veut du bien       | Harry, Um Amigo ao seu Dispor                         | Harry, um Amigo ao Seu Dispor       | Dominik Moll                      |
| 2001 | Saint-Cyr                                 |                                                       |                                     | Patricia Mazuy                    |
| 2001 | Une affaire de goût                       | Uma Questão de Gosto                                  |                                     | Bernard Rapp                      |
| 2002 | Le Fabuleux Destin d'Amélie Poulain       | O Fabuloso Destino de Amélie Poulain                  | O Fabuloso Destino de Amélie        | Jean-Pierre Jeunet                |
| 2002 | La Chambre des officiers                  |                                                       |                                     | François Dupeyron                 |
| 2002 | Chaos                                     | Caos                                                  |                                     | Coline Serreau                    |
| 2002 | Sous le sable                             | Sob a Areia                                           | Sob a Areia                         | François Ozon                     |
| 2002 | Sur mes lèvres                            |                                                       | Nos Meus Lábios                     | Jacques Audiard                   |
| 2003 | Le Pianiste                               | O Pianista                                            | O Pianista                          | Roman Polański                    |
| 2003 | Huit Femmes                               | 8 Mulheres                                            | 8 Mulheres                          | François Ozon                     |
| 2003 | Amen.                                     | Amém                                                  |                                     | Constantin Costa-Gavras           |
| 2003 | L'Auberge espagnole                       | O Albergue Espanhol                                   | A Residência Espanhola              | Cédric Klapisch                   |
| 2003 | Être et avoir                             | Ser e Ter                                             | Ser e Ter                           | Nicolas Philibert                 |
| 2004 | Les Invasions barbares                    | As Invasões Bárbaras                                  | As Invasões Bárbaras                | Denys Arcand                      |
| 2004 | Bon Voyage                                | Viagem do Coração                                     | Boa Viagem                          | Jean-Paul Rappeneau               |
| 2004 | Pas sur la bouche                         | Na Boca, Não                                          | Nos Lábios Não                      | Alain Resnais                     |
| 2004 | Les Sentiments                            |                                                       |                                     | Noémie Lvovsky                    |
| 2004 | Les Triplettes de Belleville              | As Bicicletas de Belleville                           | Belleville Rendez-Vous              | Sylvain Chomet                    |
| 2005 | L'Esquive                                 | A Esquiva                                             | A Esquiva                           | Abdellatif Kechiche               |
| 2005 | 36 quai des orfèvres                      | 36                                                    | 36 Anti-Corrupção                   | Olivier Marchal                   |
| 2005 | Les Choristes                             | A Voz do Coração                                      | Os Coristas                         | Christophe Barratier              |
| 2005 | Rois et Reine                             | Reis e Rainha                                         | Reis e Rainha                       | Arnaud Desplechin                 |
| 2005 | Un long dimanche de fiançailles           | Amor Eterno                                           | Um Longo Domingo de Noivado         | Jean-Pierre Jeunet                |
| 2006 | De battre mon cœur s'est arrêté           | De Tanto Bater, Meu Coração Parou                     | De Tanto Bater o Meu Coração Parou  | Jacques Audiard                   |
| 2006 | L'Enfant                                  | A Criança                                             | A Criança                           | Jean-Pierre Dardenne Luc Dardenne |
| 2006 | Joyeux Noël                               | Feliz Natal                                           | Feliz Natal                         | Christian Carion                  |
| 2006 | Le Petit Lieutenant                       | O Pequeno Tenente                                     | A Outra Face da Lei                 | Xavier Beauvois                   |
| 2006 | Va, vis et deviens                        | Um Herói do Nosso Tempo                               | Vai e Vive                          | Radu Mihaileanu                   |
| 2007 | Lady Chatterley                           | Lady Chatterley                                       | Lady Chatterley                     | Pascale Ferran                    |
| 2007 | Indigènes                                 | Dias de Glória                                        | Dias de Glória                      | Rachid Bouchareb                  |
| 2007 | Je vais bien, ne t'en fais pas            | Não se Preocupe, Estou Bem!                           | Eu Estou Bem, Não Se Preocupem      | Philippe Lioret                   |
| 2007 | Ne le dis à personne                      | Não Conte a Ninguém                                   | Não Digas a Ninguém                 | Guillaume Canet                   |
| 2007 | Quand j'étais chanteur                    | Quando Estou Amando                                   | Quando Eu Era Cantor                | Xavier Giannoli                   |
| 2008 | La Graine et le Mulet                     | O Segredo do Grão                                     | O Segredo de um Cuscuz              | Abdellatif Kechiche               |
| 2008 | Un secret                                 | Um Segredo de Família                                 |                                     | Claude Miller                     |
| 2008 | La Môme                                   | Piaf - Um Hino ao Amor                                | La Vie en Rose                      | Olivier Dahan                     |
| 2008 | Le Scaphandre et le Papillon              | O Escafandro e a Borboleta                            | O Escafandro e a Borboleta          | Julian Schnabel                   |
| 2008 | Persepolis                                | Persepolis                                            | Persépolis                          | Vincent Paronnaud Marjane Satrapi |
| 2009 | Séraphine                                 | Séraphine                                             | Séraphine                           | Martin Provost                    |
| 2009 | Entre les murs                            | Entre os Muros da Escola                              | A Turma                             | Laurent Cantet                    |
| 2009 | Il y a longtemps que je t'aime            | Há Tanto Tempo Que Te Amo                             |                                     | Philippe Claudel                  |
| 2009 | L'Instinct de mort e L'Ennemi public n° 1 | Inimigo Público nº 1 e Inimigo Público nº 1 - Parte 2 |                                     | Jean-François Richet              |
| 2009 | Paris                                     | Paris                                                 |                                     | Cédric Klapisch                   |
| 2009 | Le Premier Jour du reste de ta vie        | O Primeiro Dia do Resto da Sua Vida                   | O Primeiro Dia do Resto da Tua Vida | Rémi Bezançon                     |
| 2009 | Un conte de Noël                          | Um Conto de Natal                                     | Um Conto de Natal                   | Arnaud Desplechin                 |

## Década de 2010
| Ano                            | Filme                                             | Título no Brasil                           | Título em Portugal              | Diretor/Realizador                            |
| ------------------------------ | ------------------------------------------------- | ------------------------------------------ | ------------------------------- | --------------------------------------------- |
| 2010                           | Un prophète                                       | O Profeta                                  | Um Profeta                      | Jacques Audiard                               |
| 2010                           | À l'origine                                       |                                            |                                 | Xavier Giannoli                               |
| 2010                           | Le Concert                                        | O Concerto                                 | O Concerto                      | Radu Mihaileanu                               |
| 2010                           | Les Herbes folles                                 | Ervas Daninhas                             | As Ervas Daninhas               | Alain Resnais                                 |
| 2010                           | La Journée de la jupe                             |                                            | O Dia da Saia                   | Jean-Paul Lilienfeld                          |
| 2010                           | Rapt                                              | O Sequestro de um Herói                    |                                 | Lucas Belvaux                                 |
| 2010                           | Welcome                                           | Bem-vindo                                  | Welcome - Bem-vindo             | Philippe Lioret                               |
| 2011                           | Des hommes et des dieux                           | Homens e Deuses                            | Dos Homens e dos Deuses         | Xavier Beauvois                               |
| 2011                           | L'Arnacœur                                        | Como Arrasar um Coração                    | O Quebra Corações               | Pascal Chaumeil                               |
| 2011                           | Le Nom des gens                                   | Os Nomes do Amor                           |                                 | Michel Leclerc                                |
| 2011                           | The Ghost Writer                                  | O Escritor Fantasma                        | O Escritor Fantasma             | Roman Polański                                |
| 2011                           | Tournée                                           | Turnê                                      | Tournée - Em Digressão          | Mathieu Amalric                               |
| 2011                           | Gainsbourg, vie héroïque                          | Gainsbourg - O Homem que Amava as Mulheres | Gainsbourg - Vida Heróica       | Joann Sfar                                    |
| 2011                           | Mammuth                                           | Mamute                                     | Mammuth                         | Benoit Delepine Gustave Kervern               |
| 2012                           | The Artist                                        | O Artista                                  | O Artista                       | Michel Hazanavicius                           |
| 2012                           | La guerre est déclarée                            | A Guerra Está Declarada                    | Declaração de Guerra            | Valérie Donzelli                              |
| 2012                           | Le Havre                                          | O Porto                                    | Le Havre                        | Aki Kaurismäki                                |
| 2012                           | Polisse                                           | Políssia                                   | Polissia                        | Maïwenn                                       |
| 2012                           | L'Exercice de l'État                              | O Exercício do Estado                      |                                 | Pierre Schöller                               |
| 2012                           | Pater                                             |                                            | Pater                           | Alain Cavalier                                |
| 2012                           | Intouchables                                      | Intocáveis                                 | Amigos Improváveis              | Olivier Nakache Éric Toledano                 |
| 2013                           | Amour                                             | Amor                                       | Amor                            | Michael Haneke                                |
| 2013                           | Les Adieux à la reine                             | Adeus, Minha Rainha                        | Adeus, Minha Rainha             | Benoît Jacquot                                |
| 2013                           | Camille redouble                                  | Camille Outra Vez                          |                                 | Noémie Lvovsky                                |
| 2013                           | Dans la maison                                    | Dentro da Casa                             |                                 | François Ozon                                 |
| 2013                           | De rouille et d'os                                | Ferrugem e Osso                            | Ferrugem e Osso                 | Jacques Audiard                               |
| 2013                           | Holy Motors                                       | Holy Motors (na TV, Motores Sagrados)      | Holy Motors                     | Leos Carax                                    |
| 2013                           | Le Prénom                                         | Qual É o Nome do Bebê                      | O Nome da Discórdia             | Matthieu Delaporte Alexandre de la Patellière |
| 2014                           | Les Garçons et Guillaume, à table!                | Eu, Mamãe e os Meninos                     |                                 | Guillaume Gallienne                           |
| 2014                           | 9 mois ferme                                      | Uma Juíza sem Juízo                        |                                 | Albert Dupontel                               |
| 2014                           | L'Inconnu du lac                                  | Um Estranho no Lago                        | O Desconhecido do Lago          | Alain Guiraudie                               |
| 2014                           | Jimmy P. (Psychothérapie d'un Indien des plaines) |                                            | Jimmy P: Realidade e Sonho      | Arnaud Desplechin                             |
| 2014                           | Le Passé                                          | O Passado                                  | O Passado                       | Asghar Farhadi                                |
| 2014                           | La Vénus à la fourrure                            | A Pele de Vênus                            | Vénus de Vision                 | Roman Polański                                |
| 2014                           | La vie d'Adèle                                    | Azul É a Cor Mais Quente                   | A Vida de Adèle                 | Abdellatif Kechiche                           |
| 2015                           | Timbuktu                                          |                                            |                                 | Abderrahmane Sissako                          |
| 2015                           | Les Combattants                                   |                                            |                                 | Thomas Cailley                                |
| 2015                           | Eastern Boys                                      |                                            |                                 | Robin Campillo                                |
| 2015                           | La Famille Bélier                                 |                                            |                                 | Éric Lartigau                                 |
| 2015                           | Hippocrate                                        |                                            |                                 | Thomas Lilti                                  |
| 2015                           | Yves Saint Laurent                                |                                            |                                 | Bertrand Bonello                              |
| 2015                           | Clouds of Sils Maria                              | Acima das Nuvens                           |                                 | Olivier Assayas                               |
| 2016                           |                                                   |                                            |                                 |                                               |
| Fatima                         |                                                   |                                            | Philippe Faucon                 |                                               |
| Dheepan                        |                                                   |                                            | Jacques Audiard                 |                                               |
| La Loi du marché               |                                                   |                                            | Stéphane Brizé                  |                                               |
| Marguerite                     | Marguerite                                        | Marguerite                                 | Xavier Giannoli                 |                                               |
| Mon roi                        |                                                   |                                            | Maïwenn                         |                                               |
| Mustang                        | Cinco Graças                                      |                                            | Deniz Gamze Ergüven             |                                               |
| La Tête haute                  |                                                   |                                            | Emmanuelle Bercot               |                                               |
| Trois souvenirs de ma jeunesse |                                                   |                                            | Arnaud Desplechin               |                                               |
| 2017                           |                                                   |                                            |                                 |                                               |
| Elle                           |                                                   |                                            | Paul Verhoeven                  |                                               |
| Divines                        |                                                   |                                            | Houda Benyamina                 |                                               |
| Frantz                         |                                                   |                                            | François Ozon                   |                                               |
| Les Innocentes                 |                                                   |                                            | Anne Fontaine                   |                                               |
| Ma Loute                       |                                                   |                                            | Bruno Dumont                    |                                               |
| Mal de pierres                 |                                                   |                                            | Nicole Garcia                   |                                               |
| Victoria                       |                                                   |                                            | Justine Triet                   |                                               |
| 2018                           |                                                   |                                            |                                 |                                               |
| 120 battements par minute      |                                                   |                                            | Robin Campillo                  |                                               |
| Le sens de la fête             |                                                   |                                            | Olivier Nakache e Éric Toledano |                                               |
| Barbara                        |                                                   |                                            | Mathieu Amalric                 |                                               |
| Patients                       |                                                   |                                            | Grand Corps Malade e Mehdi Idir |                                               |
| Au revoir là-haut              |                                                   |                                            | Albert Dupontel                 |                                               |
| Mal de pierres                 |                                                   |                                            | Deniz Gamze Ergüven             |                                               |
| Petit Paysan                   |                                                   |                                            | Hubert Charuel                  |                                               |
| Le Brio                        |                                                   |                                            | Yvan Attal                      |                                               |
| 2019                           |                                                   |                                            |                                 |                                               |
| Jusqu'à la garde               |                                                   |                                            | Xavier Legrand                  |                                               |
| Le Grand Bain                  |                                                   |                                            | Gilles Lellouche                |                                               |
| Les Frères Sisters             |                                                   |                                            | Jacques Audiard                 |                                               |
| Pupille                        |                                                   |                                            | Jeanne Herry                    |                                               |
| Guy                            |                                                   |                                            | Alex Lutz                       |                                               |
| En liberté !                   |                                                   |                                            | Pierre Salvadori                |                                               |
| La douleur                     |                                                   |                                            | Emmanuel Finkiel                |                                               |

## Década de 2020
| Ano  | Filme                                       | Título no Brasil               | Título em Portugal              | Diretor/Realizador              |
| ---- | ------------------------------------------- | ------------------------------ | ------------------------------- | ------------------------------- |
| 2020 | Les Misérables                              | Os Miseráveis                  | Os Miseráveis                   | Ladj Ly                         |
| 2020 | La Belle Époque                             |                                |                                 | Nicolas Bedos                   |
| 2020 | Grâce à Dieu                                | Graças a Deus                  | Graças a Deus                   | François Ozon                   |
| 2020 | Hors normes                                 |                                |                                 | Éric Toledano e Olivier Nakache |
| 2020 | J'accuse                                    | O Oficial e o Espião           | J’Accuse - O Oficial e o Espião | Roman Polanski                  |
| 2020 | Portrait de la jeune fille en feu           | Retrato de uma Jovem em Chamas | Retrato da Rapariga em Chamas   | Céline Sciamma                  |
| 2020 | Roubaix, une lumière                        |                                |                                 | Arnaud Desplechin               |
| 2021 | Adieu les cons                              | Adeus, Idiotas                 |                                 | Albert Dupontel                 |
| 2021 | Adolescentes                                |                                |                                 | Sébastien Lifshitz              |
| 2021 | Antoinette dans les Cévennes                | Minhas Férias com Patrick      |                                 | Caroline Vignal                 |
| 2021 | Les Choses qu'on dit, les choses qu'on fait |                                |                                 | Emmanuel Mouret                 |
| 2021 | Été 85                                      | Verão de 85                    | Verão de 85                     | François Ozon                   |
| 2022 | Illusions perdues                           | Ilusões Perdidas               |                                 | Xavier Giannoli                 |
| 2022 | Aline                                       | Aline - A Voz do Amor          |                                 | Valérie Lemercier               |
| 2022 | Annette                                     |                                |                                 | Leos Carax                      |
| 2022 | La fracture                                 |                                |                                 | Catherine Corsini               |
| 2022 | L'événement                                 |                                |                                 | Audrey Diwan                    |
| 2022 | Onoda, 10 000 nuits dans la jungle          |                                |                                 | Arthur Harari                   |
| 2022 | BAC Nord                                    |                                |                                 | Cédric Jimenez                  |